# حمدان عبد الرحمن
حمدان عبد الرحمن (مواليد 31 أغسطس 2002، لاعب كرة قدم إماراتي يجيد اللعب كمدافع مع نادي الجزيرة في دوري الخليج العربي الإماراتي.

## مسيرة اللاعب
بدأ مع نادي الجزيرة و أعير إلى نادي حتا في عام 2023 لمدة موسم.